# Dietenheim (Bruneck)

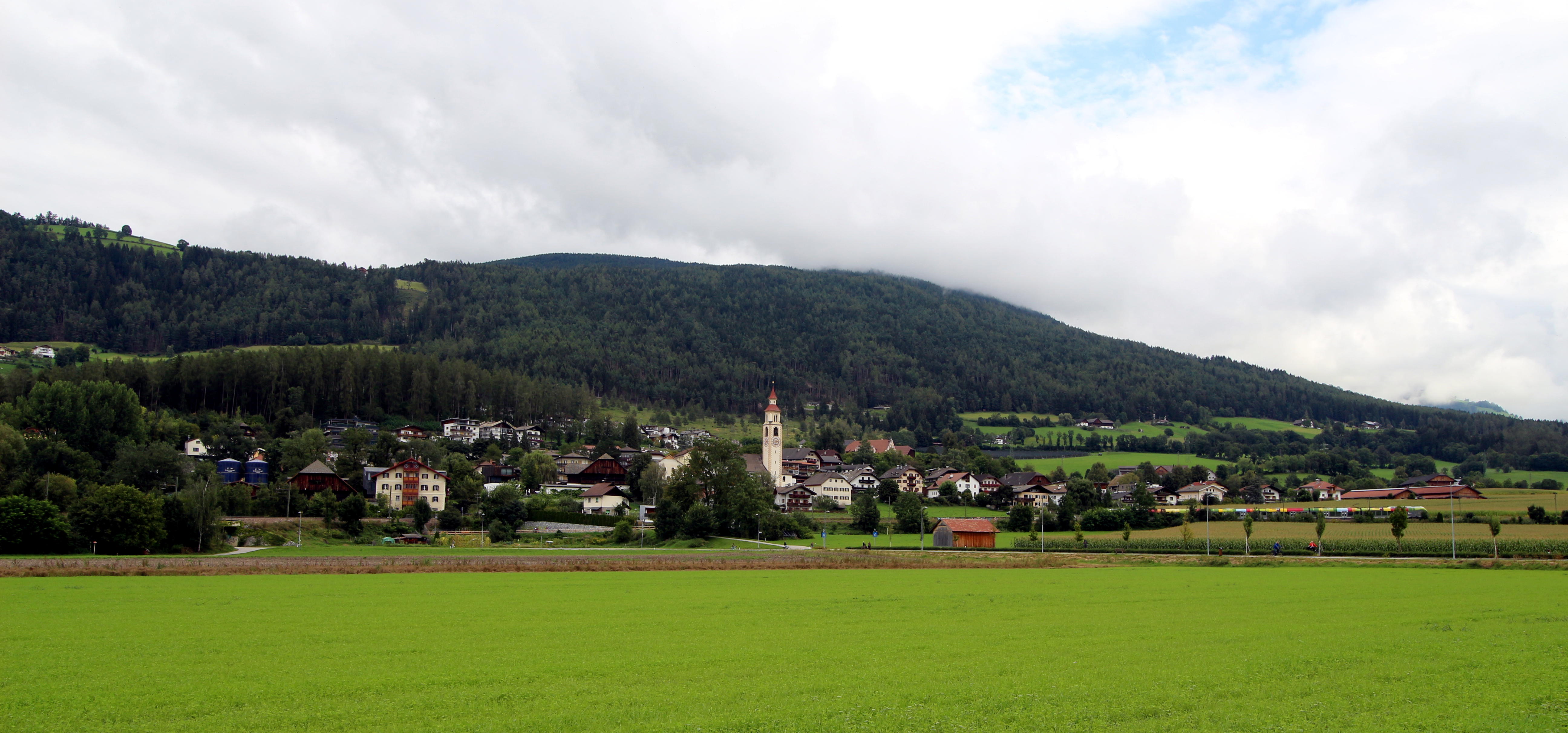
Ansicht der Fraktion von Süden

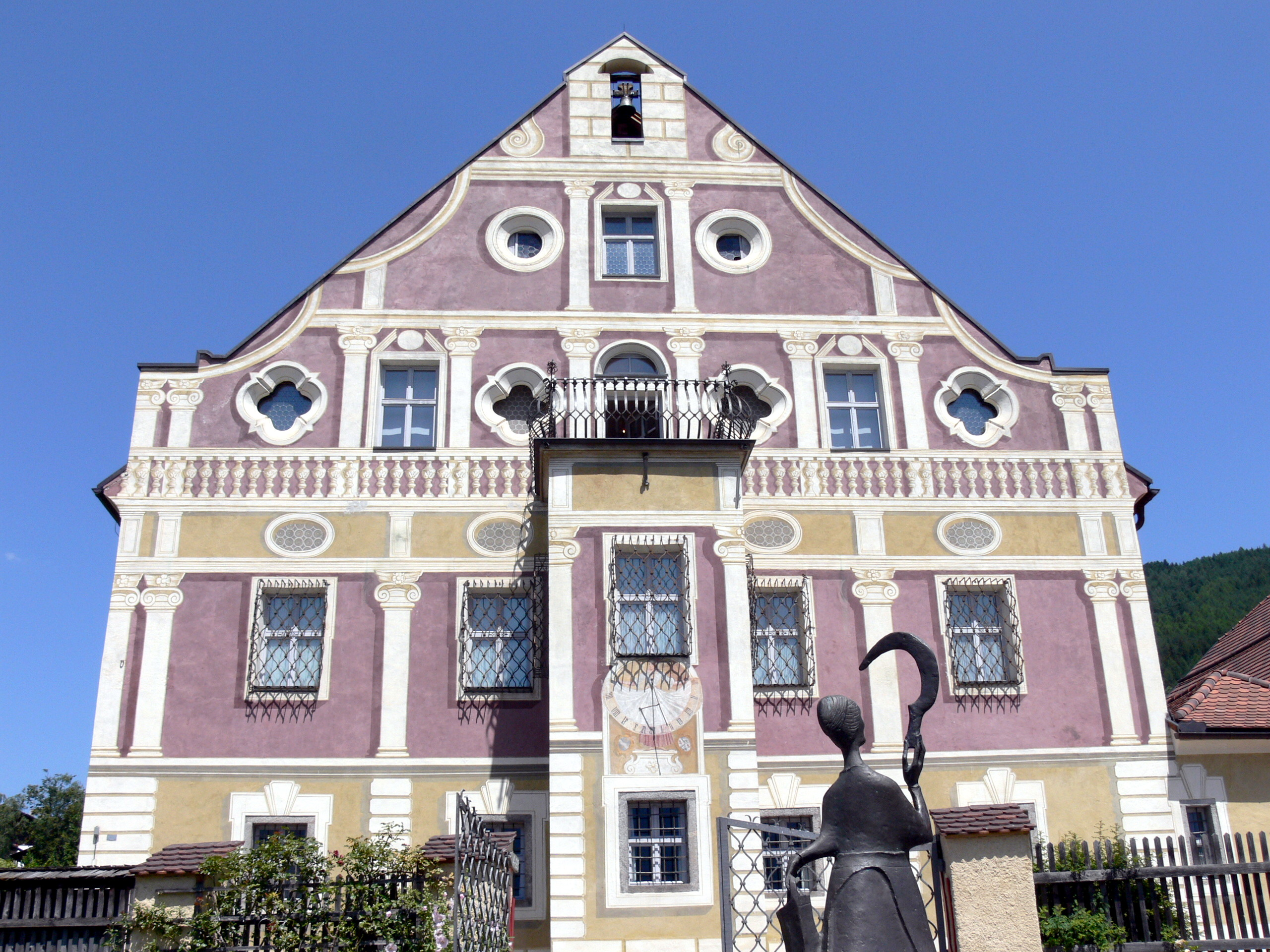
Ansitz Mair am Hof

Dietenheim (mundartlich [ˈdiɜtnɔm], italienisch: Teodone) ist eine Fraktion der Stadt und Gemeinde Bruneck im Pustertal in Südtirol (Italien). Das Dorf befindet sich in einem breiten Talkessel, in dem das Tauferer Tal im Pustertal aufgeht. In derselben Talweitung und nur etwa einen Kilometer entfernt liegt das Stadtzentrum von Bruneck.

## Geografie
Der Ort liegt 856 Meter über dem Meeresspiegel, wobei das Dorf selbst sich nicht durchgehend auf gleicher Höhe erstreckt, sondern ein starkes Gefälle aufweist.

## Geschichte
Erstmals urkundlich erwähnt wurde Dietenheim im Traditionsbuch des Hochstifts Brixen im Jahr 995.
Der Ortsname ist wohl zu dem bairischen Personennamen Theodo mit dem Suffix -heim gebildet. Damit stünde Dietenheim in einer Reihe von Ortsnamen im Brunecker Raum, in denen belegte Personennamen der Agilolfinger anklingen (siehe Theodo, weiters Tesselberg zu Tassilo, Greinwalden zu Grimoald und Uttenheim zu Uta) und die somit auf die frühmittelalterliche bajuwarische Herrschaft im Pustertal zurückzuführen sind.
Mit St. Georgen, Aufhofen und Tesselberg gehörte Dietenheim in Mittelalter und Früher Neuzeit zum Amtsgericht Bruneck.
Das „Ambt zu Dyettenhaim“ war bis 1683, als es vom Brixner Domkapitel erworben wurde, Verwaltungsmittelpunkt des Pustertales und Besitz von Kloster Sonnenburg.
Im 18. Jahrhundert war Dietenheim, infolge der österreichischen Verwaltungsreform von 1754, bis 1788 Sitz des Kreisamtes Dietenheim (Pustertal und Eisack), dessen Aktenbestände am Staatsarchiv Bozen verwahrt werden.
1928 wurde das bis dato eigenständige Dietenheim der Gemeinde Bruneck zugeschlagen.

## Bildung
In Dietenheim gibt es zwei Bildungseinrichtungen für die deutsche Sprachgruppe: Eine Grundschule und die Fachschule für Hauswirtschaft und Ernährung „Mair am Hof“.

## Sehenswürdigkeiten
Die bekannteste Sehenswürdigkeit Dietenheims ist das Südtiroler Landesmuseum für Volkskunde, welches das älteste Landesmuseum in Südtirol darstellt. Das Freilichtmuseum gewährt einen Einblick in die Südtiroler Sozial- und Kulturgeschichte vor allem der ländlichen und bäuerlichen Bevölkerung. Zum Hofbauer Anton Mutschlechner in Mair am Hof war in den siebziger Jahren des 19. Jahrhunderts das englische Schriftstellerehepaar Mary Howitt und William Howitt in die Sommerfrische gefahren.